# グレッソネイ＝ラ＝トリニテ
グレッソネイ＝ラ＝トリニテ、グレッソネ＝ラ＝トリニテ（フランス語: Gressoney-La-Trinité）は、イタリア共和国ヴァッレ・ダオスタ州にある、人口約300人の基礎自治体（コムーネ）。

## 地理

### 位置・広がり

#### 隣接コムーネ
隣接するコムーネは以下の通り。括弧内のVCはヴェルチェッリ県、CH-VSはスイス・ヴァレー州所属を示す。
- アラーニャ・ヴァルセージア (VC)
- アヤス
- グレッソネイ＝サン＝ジャン
- ツェルマット (CH-VS)

## 行政

### 分離集落
グレッソネイ＝ラ＝トリニテには、以下の分離集落（フラツィオーネ）がある。
- Anderbät, Bédémie, Biel, Collete Sann, Ejò, Engé, Fòhré, Gabiet, Gòver, Héché, Montery, Nétschò, Òber Bät, Òbre Eselbode, Òbrò Dejelò, Ònder Bät, Ònderemwoald, Òndre Eselbode, Òndro Dejolò, Òrsio, Rèfetsch, Sannmatto, Selbsteg, Stafal, Stéde, Stòtz, Tache (capoluogo), Tòlo, Tschaval, Tschòbésch-hus, Tschòcke, Wòaldielé